# Xbox 360

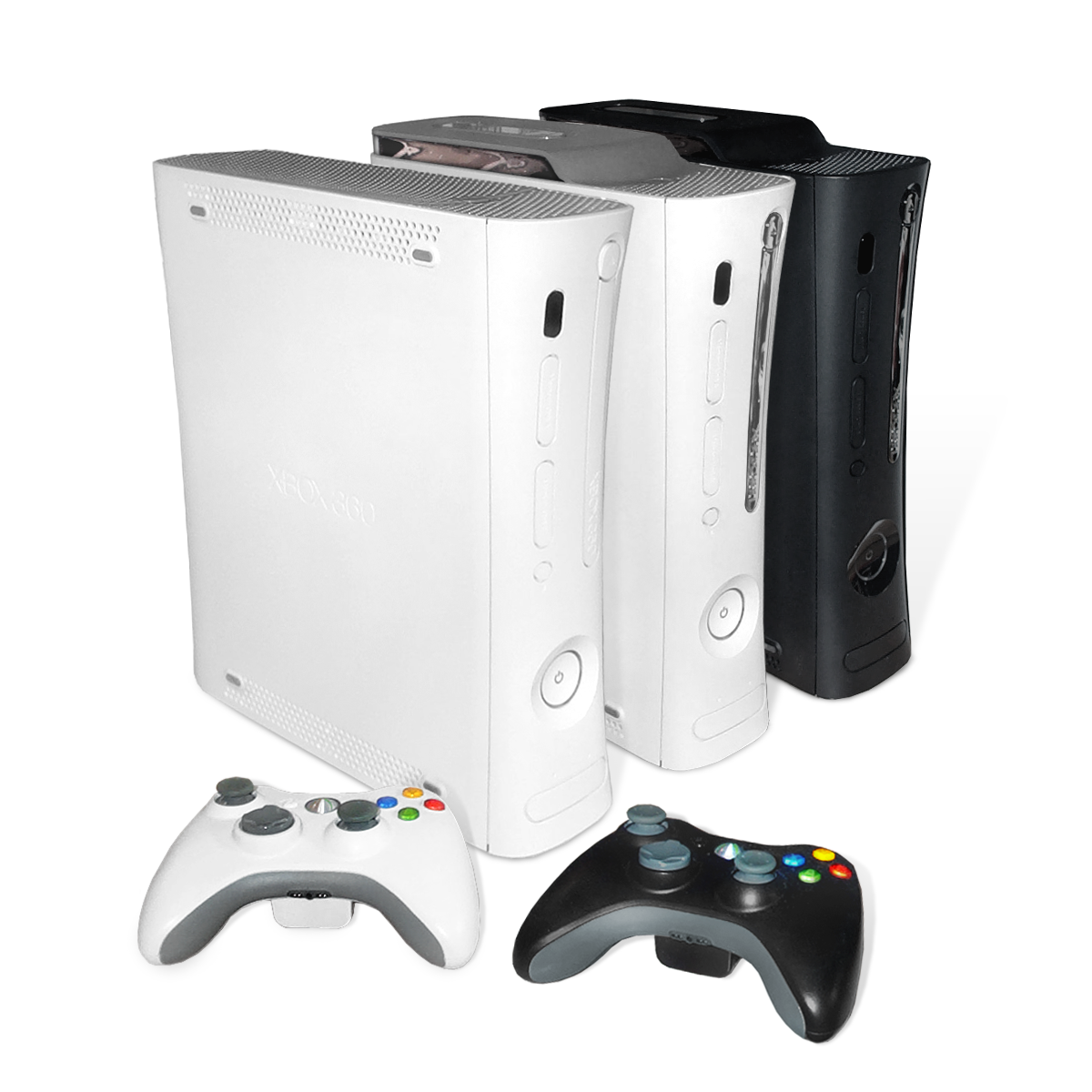
Xbox 360 nelle versioni Core o Arcade (esteticamente identiche), Pro e Elite

Xbox 360 è una console per videogiochi prodotta da Microsoft con la collaborazione di IBM, ATI Technologies e Samsung ed è succeduta alla prima Xbox. La console venne mostrata ufficialmente su MTV il 12 maggio 2005, con le informazioni dettagliate sui giochi e sul lancio divulgate il mese dopo all'E3 dello stesso anno. Il suo ingresso nel mercato è avvenuto il 22 novembre 2005 in America settentrionale, il 2 dicembre in Europa e il 10 dicembre in Giappone. Nel primo periodo di vendita le scorte finirono in tutti paesi nei quali la console venne messa in commercio, eccetto che in Giappone. La produzione è terminata definitivamente il 20 aprile 2016, a poco più di 10 anni dal lancio.
La console fa parte della settima generazione videoludica e sfida sul mercato PlayStation 3 di Sony e Wii di Nintendo.
La maggior parte delle funzionalità più rilevanti di Xbox 360 sono integrate nel servizio di Xbox Live, il quale permette agli stessi utenti della console di accedere alle funzionalità di gioco online, di scaricare giochi arcade, demo di giochi, trailer, spettacoli televisivi, musica e film. Il servizio di Xbox Live offre inoltre, in regioni specifiche, applicazioni di terze parti per lo streaming di programmi televisivi come Mediaset Premium in Italia, Netflix e ESPN negli Stati Uniti o Sky Go nel Regno Unito.
La console subì diversi aggiornamenti hardware e, seguendo la stessa strategia intrapresa da Sony per le sue console, ne sono state prodotte tre versioni, in ordine cronologico quella classica, seguita dalla Slim e infine dalla E, quest'ultima presentata il 21 maggio 2013 in contemporanea a Xbox One.

## Caratteristiche
La console presenta un hardware aggiornato rispetto al modello precedente, con supporto per la tecnologia ad alta definizione, arrivando a gestire una risoluzione massima di 1080p (in upscale o nativa a seconda dei giochi). Le sue componenti sono state prodotte da compagnie diverse dai costruttori del predecessore, quindi possiede un'architettura completamente diversa. Il design, secondo il produttore, risponde a criteri mirati ad ottenere un successo più vasto della prima Xbox, specialmente presso il pubblico del Sol Levante, sempre critico riguardo a questi aspetti. Sempre in questa direzione vanno i numerosi sforzi di Microsoft per ottenere il supporto di software house giapponesi alla nuova console. In più può essere posizionata verticalmente e implementa un controller wireless, progettato da capo, oltre a nuove risorse multimediali.
Nei primi mesi di commercializzazione della console venne confermata la retrocompatibilità per un numero abbastanza alto di giochi per Xbox (circa il 90%), causata dalle differenze tra i driver ATI della nuova scheda e quelli NVIDIA della precedente, del diverso processore e la totale retrocompatibilità con il servizio Xbox Live, che è stato ristrutturato con due tipi di account (Silver e Gold, il primo gratuito mentre il secondo a pagamento ed equivalente ad un account Live di prima generazione).

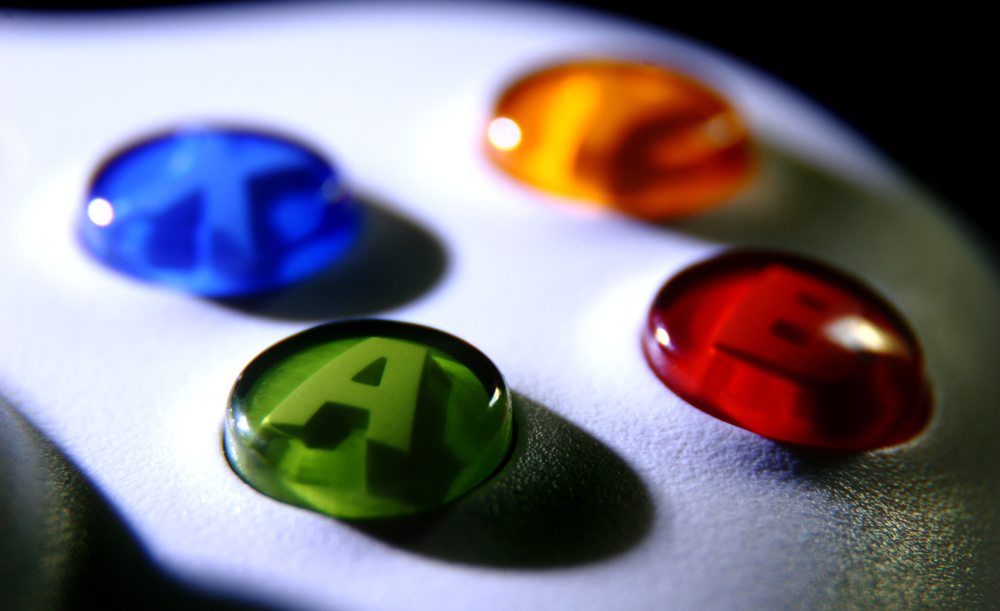
Alcuni tasti del controller Xbox 360

## Xbox Live
Xbox Live è un servizio online offerto da Microsoft che consente di usufruire della modalità multigiocatore.

### Abbonamenti
Per partecipare a Xbox Live è necessario avere un account:
- Silver: gratuito, permette di collegarsi al servizio, creare il proprio profilo con una gamertag personalizzata, inviare e ricevere messaggi vocali e scritti, raggiungere i propri amici connessi e accedere su Xbox Live Marketplace e Xbox Live Arcade;
- Gold: serve per partecipare a partite multigiocatore online, per ricevere bonus su Xbox Live Marketplace e per creare gruppi con amici.

### Ban
Dal 17 maggio 2007, la Microsoft ha iniziato l'operazione di ban da Xbox Live delle console modificate, che possono cioè funzionare anche con i dischi non originali. Per ban si intende il blocco di tutte le console che hanno un firmware modificato dai servizi Live (Gioco, Download, Messenger e Arcade), che possono comunque essere usate per il solo gioco offline. In data 20 novembre 2007 è scattata la seconda ondata di ban, mentre intorno al 10 novembre 2009, con l'uscita di Modern Warfare 2, è scattata una terza ondata. In data 14 settembre 2010, contemporaneamente all'uscita di Halo: Reach, è scattata la quarta ondata di ban.

## Obiettivi
Per ogni obiettivo si sbloccano punti giocatore che indicano il punteggio di esperienza di quel giocatore (indicati come G). Gli obiettivi rendono il gioco online più competitivo e divertente cui si può confrontare il proprio punteggio con gli altri utenti. Ogni videogioco comprende 1.000-1.250 punti giocatore sbloccabili (la maggior parte dei giochi ha 50 obiettivi), in caso contrario, ogni altro contenuto del marketplace dovrà risultare gratuito. Le espansioni dei giochi hanno 250 punti giocatore, mentre i videogiochi arcade possiedono 200-400 punti giocatore ciascuna.

## Microsoft Points
I Microsoft Points (MP) servivano per gli acquisti online di contenuti multimediali come giochi arcade, film da noleggiare o accessori per l'abbigliamento del proprio avatar. I punti erano acquistabili presso i negozi autorizzati o direttamente online.
Dal 26 agosto 2013, tramite la pubblicazione di un aggiornamento della Dashboard, la Microsoft ritiró gli MP dal Marketplace e li sostituisce con l'equivalente in valuta locale (80 MP=0,95€). La somma ricevuta sul proprio account in seguito a questo cambio era  spendibile entro il 1º giugno 2015.

### Windows Live Messenger
Con un aggiornamento scaricabile da Xbox Live è era stato introdotto, insieme a diversi miglioramenti, Windows Live Messenger. Il software permetteva di rimanere in contatto con i propri amici di Messenger anche durante l'uso dei giochi e la visione dei filmati. Per scrivere comodamente, Microsoft aveva messo a disposizione un tastierino QWERTY da collegare sotto il joypad.

### Marketplace
Era un mercato virtuale online dal quale era possibile scaricare contenuti. Il servizio offriva trailer, video, espansioni di giochi, demo, giochi Xbox Live Arcade, immagini per personalizzare la gamertag e la Dashboard e aggiornamenti per il sistema. Queste caratteristiche valgono ai membri che hanno l'abbonamento Silver o Gold su Xbox Live. Per acquistare tali contenuti, veniva richiesto per ciascuno la spesa di una certa quantità di Microsoft Points.
Dal novembre 2007, in Canada, c'era un nuovo servizio su Xbox Live Marketplace, battezzato col nome di Xbox Live Video, nel quale venivano offerti a noleggio film, anche ad alta definizione, e serie TV che potevano essere visionate con la console. Il noleggio prevedeva una durata di 14 giorni a partire dalla data del download, ridotta però a sole 24 ore dopo la prima visione. Dall'11 dicembre 2007 nel Regno Unito, Irlanda, Francia e Germania era attivo il servizio con condizioni analoghe a quelle del mercato nordamericano. La disponibilità del servizio in Italia era iniziata il 19 novembre 2008.
Adesso è stato sostituito prima con Xbox Games Store, poi con il Microsoft Store.

### Vision
Con l'acquisto e l'uso della webcam Xbox Live Vision è possibile aggiungere la propria immagine personalizzata gamertag, inviare foto-messaggi e videochattare con amici in tempo reale su Xbox Live. L'immagine scattata tramite Xbox Live Vision, ed associata al proprio gamertag, sarà tuttavia visibile unicamente sulla console e solo giocatori presenti nella propria lista amici. Una seconda immagine "pubblica" sarà visualizzata a tutti gli altri utenti.

## Versioni della scheda madre
| Versione                 | CPU   | GPU      | eDRAM    | HDMI | Consumo console | Consumo console e alimentatore | Descrizione | Wi-Fi integrato |
| ------------------------ | ----- | -------- | -------- | ---- | --------------- | ------------------------------ | --- | --------------- |
| Xenon                    | 90 nm | 90 nm    | 90 nm    | No   | 175 W           | 203 W 16,5 A                   | La prima generazione senza HDMI. | No              |
| Zephyr                   | 90 nm | 80/90 nm | 80/90 nm | Sì   | 175 W           | 203 W 16,5 A                   | La seconda generazione viene munita della HDMI 1.2 e con dissipatore GPU rivisto. | No              |
| Falcon                   | 65 nm | 80 nm    | 80 nm    | Sì   | 120 W           | 175 W 14,2 A                   | Viene rivisto il raffreddamento della CPU. | No              |
| Opus                     | 65 nm | 80 nm    | 80 nm    | No   | 120 W           | 175 W 14,2 A                   | Corrisponde alla revisione Falcon, ma senza HDMI. Non è stata commercializzata, ma è stata usata come un sostituto per le console rigenerate Xenon negli Stati Uniti. | No              |
| Jasper                   | 65 nm | 65 nm    | 80 nm    | Sì   | 100 W           | 150 W 12,1 A                   | Terza generazione con HDMI. Il sistema di raffreddamento è identico a quello del modello Falcon. Le versioni Xbox Arcade sono inoltre dotate di una memoria integrata Flash (256/512 MB). | No              |
| Tonasket (Jasper v2)     | 65 nm | 65 nm    | 65 nm    | Sì   | 100 W           | 150 W 12,1 A                   | Introdotta la eDRAM da 65 nm, il nuovo modulo RF "XFreedom", nuova revisione della GPU Kronos1. Riutilizzato il dissipatore originario della GPU | Sì              |
| Trinity (Valhalla/Vejle) | 45 nm | 45 nm    | 65 nm    | Sì   | 85 W            | 135 W 10,83 A                  | Revisione che debutta con la Xbox 360 slim, dove la CPU e la GPU sono integrate in un unico chip. Possiede una porta speciale per collegare Kinect senza la necessità di un alimentatore supplementare, HDMI v1.2, supporto al 3D, è ancora supportato il chip bus HANA ed ha un solo condensatore nella zona CPU/GPU. | Sì              |
| Corona                   | 45 nm | 45 nm    | 65 nm    | Sì   | 85 W            | 135 W 9,86 A                   | Revisione della Trinity, è stato rimosso il chip bus HANA, sfruttato da un particolare hack (RGH) che permette l'avvio di codice non firmato, anche se la rimozione non fu dovuta alla nascita di questo hack. | Sì              |
| Waitsburg                | 45 nm | 45 nm    | 65 nm    | Sì   | 85 W            | 135 W 9,86 A                   | Revisione della Corona, sono state rimosse alcune linee in uscita dal socket CPU | Sì              |
| Stingray                 | 45 nm | 45 nm    | 65 nm    | Sì   | 85 W            | 120 W 9,86 A                   | Revisione che debutta con la Xbox 360 E, sono state rimosse delle porte analogiche. | Sì              |
| Winchester (Xbox 360 E)  | 32 nm | 32 nm    | 32 nm    | Sì   | 85 W            | 120 W 9,86 A                   | Processore, scheda grafica e eDRAM sono combinati in un unico chip XCGPU con litografia a 32 nm. Immune dal "Reset Glitch Hack". Pubblicata da Agosto 2014, con console munite di 500GB | Sì              |

## Versioni successive
Oltre alla versione originale, la console venne presentata in altre due versioni.

### Xbox 360 Slim
La Xbox 360 Slim è una revisione della Xbox 360 presentata durante la conferenza stampa di Microsoft dell'E3 2010 e sostituita dalla Xbox 360 E nel 2013. In Europa è in commercio dal 16 luglio 2010, mentre in Nord America è in commercio dalla data della presentazione all'E3 (14 giugno 2010).
La console ridisegnata è più piccola e sottile del modello precedente, con l'aggiunta di funzionalità in più come l'adattatore di rete Wi-Fi 802.11 b/g/n incorporato, l'uscita audio TOSLINK S/PDIF, cinque porte USB 2.0 (rispetto alle precedenti tre delle versioni più vecchie) e una speciale interfaccia AUX, la quale rende la console "Kinect Ready" in quanto permetterà di usufruire del sensore Kinect senza doverlo collegare alla corrente elettrica.
Ciò che distingue la Xbox 360 Slim dalla precedente Xbox 360 (poi identificata anche con il nome di FAT o originale) è la differente configurazione hardware. Al posto di una CPU (IBM PowerPC 3 core a 3.2 GHz) e una GPU (la Xenos di ATI Technologies) separate, sulla nuova Slim troviamo un unico die "Vejle" che incorpora sia la CPU a 3 core che la GPU Xenos, pur mantenendo compatibilità con il vecchio hardware e medesima potenza espressa. Anche il processo produttivo cambia, passando dai 90 nm/65 nm di Xenon/Zephyr, Falcon/Opus e Jasper, al più moderno 45 nm che garantisce minori consumi e minore produzione di calore. Ciò si traduce in un unico dissipatore (anziché due come sulla FAT) e un minore ingombro esterno, il quale ha fornito la possibilità di ridisegnare il cabinet.
In seguito, i vecchi modelli di Xbox 360 hanno esaurito la loro produzione. La prima delle nuove console ad essere presentata montava un hard disk da 250 GB; successivamente, venne creata un'edizione più economica dello stesso modello con invece una memoria flash interna da 4 GB. Altre modifiche hardware introdotte nella versione Slim riguardano: la scomparsa della connettività WiFi a 5 GHz, che era presente negli adattatori USB della serie precedente, e l'inserimento di una ventola per lo smaltimento del calore nel nuovo alimentatore esterno.
Con arrivo dell'anno 2012 la Microsoft si vede a rialzare il prezzo della console per l'introduzione di qualche aggiornamento, quale fotocamera inclusa nel pacchetto, registrazione HD, Facebook, Skype e molti altri prodotti tutti saranno scaricabili sulle console che non lo hanno, ad eccezione per la fotocamera che dovrà essere comprata separatamente. I prezzi verranno aumentati di 30 € per la versione flash, 52 € per la slim da 250 GB e di 99 € per la versione limitata. I prezzi rimasero i seguenti sino alla successiva conferenza della Microsoft Game tenutasi il 28 marzo.

### Xbox 360 E

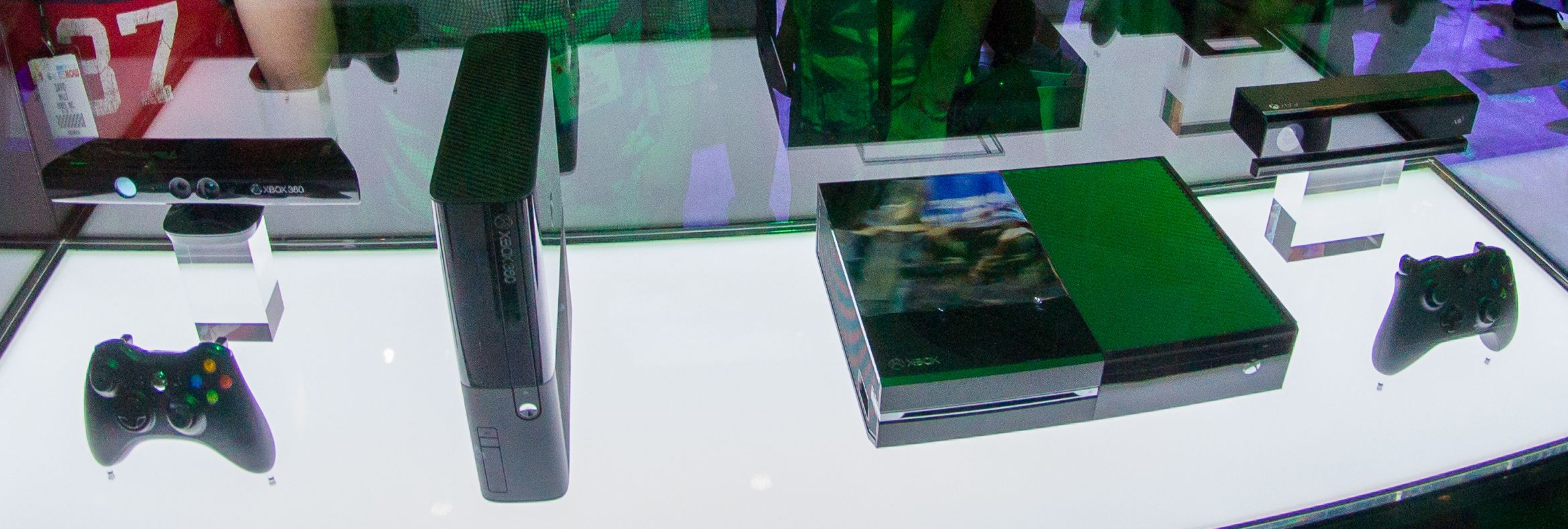
Xbox 360 E e One in esposizione all'E3

La Xbox 360 E, chiamata anche New Slim, è una revisione dell'Xbox 360 Slim, presentata durante la conferenza stampa di Microsoft dell'Electronic Entertainment Expo 2013 assieme alla One.
Si tratta di una versione con caratteristiche estetiche simili a quelle utilizzate sulla Xbox One, leggermente più compatta e silenziosa, oltre ad essere più facile da riparare, inoltre sono state rimosse alcune porte, quali l'uscita analogica (sostituita da un connettore jack per l'uso del solo cavo RCA), l'uscita ottica e una porta USB.
| Versione                     | 360E 4 GB                               | 360E 250 GB                             | Slim 250 GB                             |
| ---------------------------- | --------------------------------------- | --------------------------------------- | --------------------------------------- |
| Finitura esterna             | Nera lucido e opaco                     | Nera lucido e opaco                     | Nera lucido e opaco                     |
| Hard drive                   | 4 GB (flash memory)                     | 250 GB                                  | 250 GB                                  |
| Controller                   | Wireless (con tasto D che si trasforma) | Wireless (con tasto D che si trasforma) | Wireless (con tasto D che si trasforma) |
| HDMI                         | v1.2                                    | v1.2                                    | v1.2                                    |
| Porta Kinect Autoalimentata  | Sì                                      | Sì                                      | Sì                                      |
| Porta Ethernet               | Sì + Wi-Fi 802.11 b/g/N Integrato       | Sì + Wi-Fi 802.11 b/g/N Integrato       | Sì + Wi-Fi 802.11 b/g/N Integrato       |
| Cuffia                       | Si                                      | Si                                      | No                                      |
| Carta Xbox Live              | Sì                                      | Sì                                      | Sì                                      |
| Scheda madre                 | Corona                                  | Corona                                  | Corona                                  |
| GPU                          | 45 nm                                   | 45 nm                                   | 45 nm                                   |
| CPU                          | 45 nm                                   | 45 nm                                   | 45 nm                                   |
| Porte USB                    | 4 (2 avanti, 2 dietro)                  | 4 (2 avanti, 2 dietro)                  | 5 (2 avanti, 3 dietro)                  |
| Retrocompatibilità           | Si                                      | Sì                                      | Sì                                      |
| Tasti touch                  | No                                      | No                                      | Sì                                      |
| Uscita audio ottica digitale | No                                      | No                                      | Sì                                      |

## Caratteristiche tecniche

Comunicazione tra i vari componenti interni

- CPU:
  - Xenon a 3,2 GHz (3 core fisici-6 core logici) da 170 milioni di transistor
  - 1 MB di memoria cache L2 condivisa fra tre core
  - Ogni core è corredato di due thread hardware aventi:
    - Una unità per il calcolo di interi
    - Una unità per il calcolo in virgola mobile
    - Una unità vettoriale VMX-128
    - 128 registri VMX-128 per thread hardware
    - 64 KB memoria cache L1

  - Capacità matematica totale della CPU: 9,6 miliardi di operazioni al secondo
  - Performance complessiva: 115 GigaFLOPS[20]
- Memoria:
  - 512 MB[21] GDDR3 RAM 700 MHz unificata (sistema e video)
- System Bandwidth:
  - BUS memoria 23.4 Gbit/s
  - Front-side bus 22.6 Gbit/s
- Graphics Processing Unit Xenos da 337 Milioni di transistor a 500 MHz/160 operazioni per ciclo
  - EDRAM NEC Embedded di 10 MB / 105 Milioni di transistor
  - Funzione MEMEXPORT
  - Pixel Shader Model 3.0+
  - Fillrate in pixel da 16 gigasample al secondo con MSAA 4x
  - Fillrate in texel da 8 gigatexel al secondo
  - Ombreggiatura a 48 Shaders di tipo unificato/16 samples per clock
  - 10 operazioni pipeline in virgola mobile per clock
  - 2 operazioni ALU pipeline per clock
  - 96 miliardi di operazioni shader al secondo
  - Rendering grafico di picco pari a 1,5 miliardi di vertici al secondo (500 milioni di triangoli)
  - 24 miliardi di operazioni in prodotto scalare
  - 8 Render Output Unit
  - Performance complessiva dichiarata in virgola mobile: meno di 1 TeraFLOPS (742 GigaFLOPS)
  - Risoluzione: 50/60/120 Hz, 4:3, 16:9, 16:10, 480p, 720p, 1080i, 1080p.
- Storage:
  - Disco rigido 2.5" sata da 20/60/120/250/320/500 GB
  - Flash: 256/512 MB (solo versioni Arcade) / 4 GB
  - DVD-ROM 12x dual-layer
  - Pendrive USB da 1/2/4/8/16/32 GB per ogni slot
- I/O[22]:
  - 4 controller wireless collegabili operativi a 2.4 GHz
  - porte USB 2.0, 3 per la 360, 5 per la 360 Slim 4 per la 360 E[23]
  - 2 porte per Memory Unit (assenti nella versione Slim e E)
  - Porta Kinect autoalimentata (presente solo nella versione Slim e E)
  - Uscite Audio/video[24][25]:
    - Porta A/V (non presente su 360 E) per connettori SCART avanzato, composito, a componenti, VGA e S-Video, in molti di questi connettori è disponibile la porta S/PDIF (TOSLINK)
    - Porta Jack 3,5 mm A/V (solo per 360 E) per uscita composita (RCA)
    - HDMI v1.2 (non presente nelle versioni Xenon e Opus)

  - Uscita audio (solo 360 Slim): porta S/PDIF (audio ottica/TOSLINK)[26]
  - Porta AUX (esclusa 360 originale): porta USB con alimentazione aggiornata, per il collegamento diretto al kinect senza l'uso di un alimentatore esterno[27]
  - IR: è presente una porta infrarosso nella parte anteriore, per consentire il funzionamento del telecomando multimediale universale
- Audio:
  - Dolby Digital Surround 5.1 (7.1 solo film, anche su cavo HDMI)
  - DTS
  - LPCM
  - Supporto audio a 64 bit a 48 kHz
  - 320 canali a decompressione indipendenti
  - Elaborazione audio a 64 bit
  - Più di 256 canali audio
  - Xbox Live con servizio broadband
  - Xbox Live Marketplace per contenuti scaricabili
  - Xbox Live Arcade
  - Wi-Fi 802.11 a/b/g/n
  - Supporto webcam
  - Xbox Live Anywhere
  - Supporto Windows Live Messenger
  - Supporto DLNA (Digital Living Network Alliance)
- Multigiocatore:
  - Offline (da 1 a 4 giocatori)
  - Online (da 4 a 64 giocatori, dipende dal videogioco)
  - System Link
- Media Supportati:
  - Lettore DVD doppio strato 16x (Hitachi, Toshiba, Samsung o Philips)
  - DVD-ROM doppio strato, DVD-ROM, DVD-DA, DVD-ROM Xbox, DVD-Video, DVD-R, DVD-RW, DVD+R,
  - CD-ROM, CD-DA, CD-R, CD-RW, WMA CD, MP3 CD, JPEG Photo CD
  - Capacità di effettuare streaming di media da dispositivi musicali portatili, fotocamere digitali e PC Windows
  - Media Center Extender integrato con Windows XP Media Center Edition 2005, Windows Vista e Windows 7.
    - Formati video: MPEG-1, MPEG-2, MPEG-4, H.264, WMV 7, WMV 8, WMV 9, WMV Image 1, WMV Image 2, DivX 5.1

  - Capacità di lettura di immagini, video e musica da lettori MP3, iPod, Zune, pen drive, HDD esterni, PSP, PC e fotocamere digitali.
- Dimensioni[28]
  - Larghezza: 31 cm
  - Profondità: 26,8 cm
  - Altezza: 8 cm
  - Peso: 3,5 kg, che venne ridotto di 350g con la versione SLIM e portato a 2,9 kg con la versione E

## Giochi e retrocompatibilità
La console è dotata di un ampio parco titoli, tra i quali si segnalano per numero di copie vendute Halo 3 (12 milioni di unità), Gears of War 2 (5 milioni di unità), BioShock e Mass Effect.
La console dispone anche del supporto per la compatibilità dei giochi per la prima Xbox, è tuttavia indispensabile possedere un hard disk per Xbox 360 in quanto sia l'installazione dell'emulatore sia i salvataggi dei giochi emulati necessitano del supporto fisso. Fino a novembre 2008 Microsoft ha pubblicato periodicamente degli aggiornamenti che estendevano l'elenco di giochi emulati; Al 2007, il numero di titoli compatibili era di 475. Nel 2008 Microsoft ha dichiarato ufficialmente che non saranno aggiunti altri giochi alla lista di retrocompatibilità anche se a tutti gli effetti già dal 2007 non erano stati aggiunti titoli alla lista.

## Dispositivi di controllo e accessori

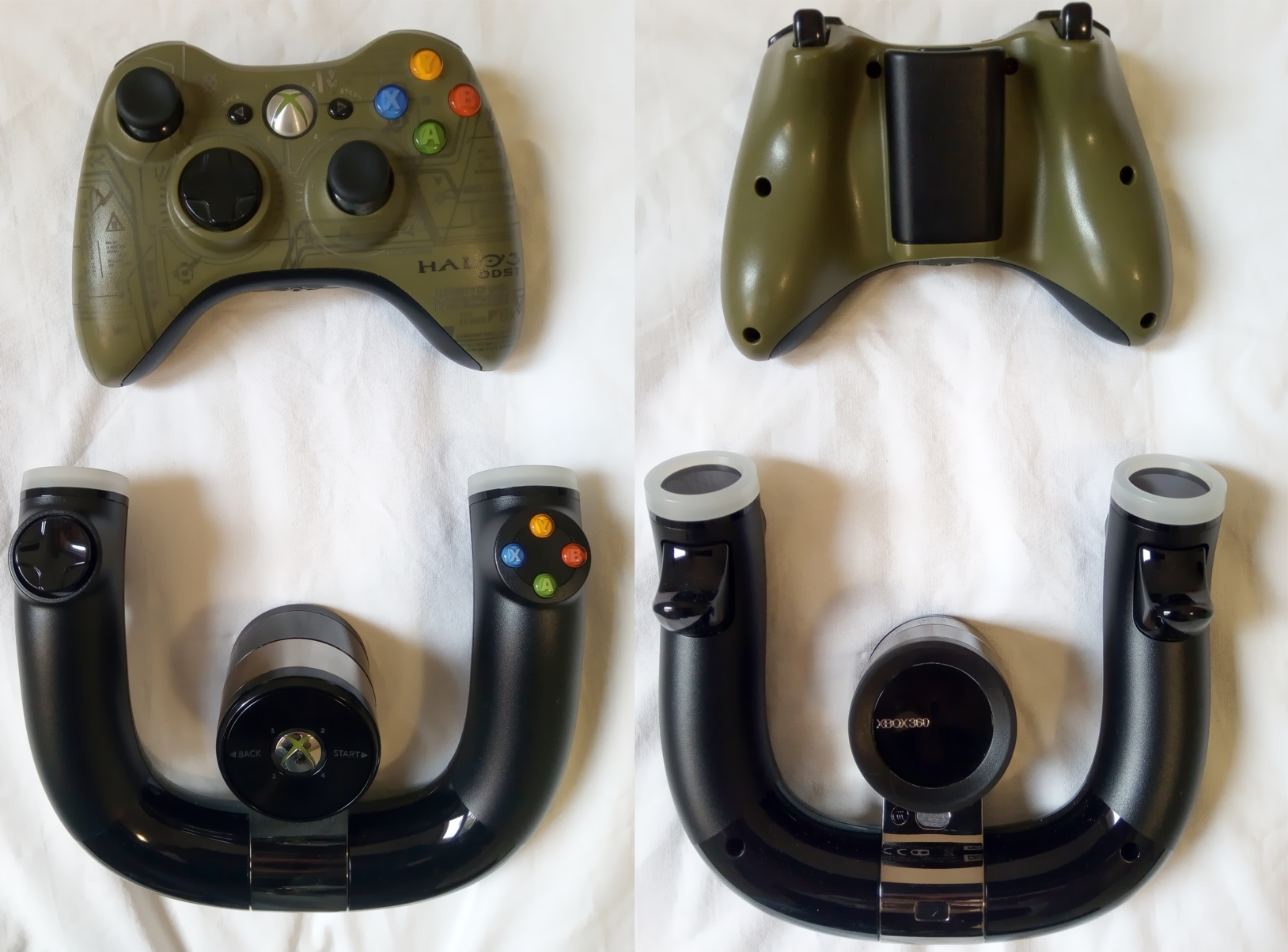
Controller wireless Xbox 360 e Wireless Speed Wheel a confronto

Controller con cavo: è dotato di un cavo di 2,70 metri e di un design ergonomico e compatto. Come il controller precedente è provvisto di connessione per cuffie wireless, feedback a vibrazione, nuovi pulsanti dorsali e pulsante Guida Xbox. Anche quest'ultimo è utilizzabile con PC basati su Windows XP, Windows Vista e Windows 7.
Controller wireless: con questa tecnologia operante a 2.4 GHz e le batterie AA o litio, funzionante in un raggio di quasi dieci metri e 40 ore di autonomia. Quando la carica si sta esaurendo, il giocatore viene avvisato in anticipo in modo da collegare il cavo di ricarica e continuare a giocare. Si potranno avviare comunicazioni vocali full duplex, collegando le cuffie wireless al joypad. Il controller è dotato di feedback a vibrazione, pulsanti dorsali destro e sinistro progettati per dare più praticità e comodità e il pulsante centrale Guida Xbox per accedere rapidamente alle attività preferite del sistema della console. Il tutto utilizzabile (tramite "Xbox 360 receiver for Windows") anche con PC basati su Windows XP, Windows Vista e Windows 7.
In entrambi i modelli sono stati rimossi i tasti Bianco e Nero (scomodi perché, col controller dell'Xbox, obbligavano il giocatore a spostare le dita dai tasti A, B, X e Y e quindi sostituiti da due pulsanti dorsali posti sopra i grilletti analogici, LB e RB) e le porte per le Memory Unit (collocate direttamente sulla macchina).

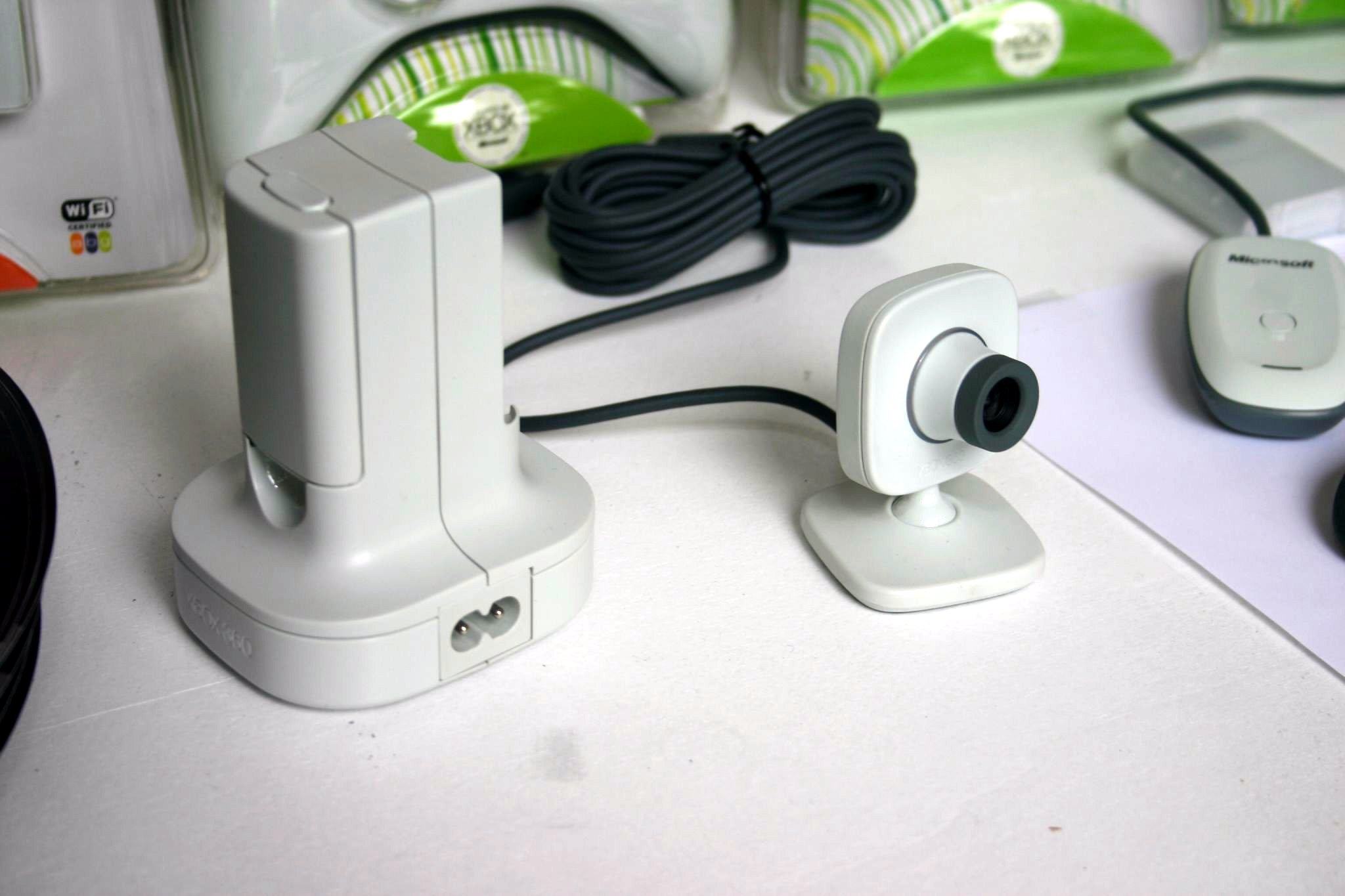
Quick Charge Kit e Xbox Live Vision

Play & Charge Kit: dispositivo che permette di ricaricare le batterie e continuare a giocare.
Quick Charge Kit: dispositivo che permette di ricaricare due gruppi di batterie.
Live Vision: è una webcam, che permette di video-chattare con MSN.
Racing wheel: sistema di controllo a forma di volante. È dotato di tecnologia wireless, vibrazione, force freedback, volante a 270º di rotazione, ganci per fissarlo al tavolo o sulle gambe, pedaliera con superfici antiscivolo e pulsante per accedere a Lista Amici, opzioni e soundtrack.
Wireless Speed Wheel: sistema di controllo a forma di volante. È dotato di tecnologia wireless, vibrazione, rispetto al gamepad di serie non ha i tasti dorali "LB" "RB" e i due Joystick, debutta a Settembre 2011

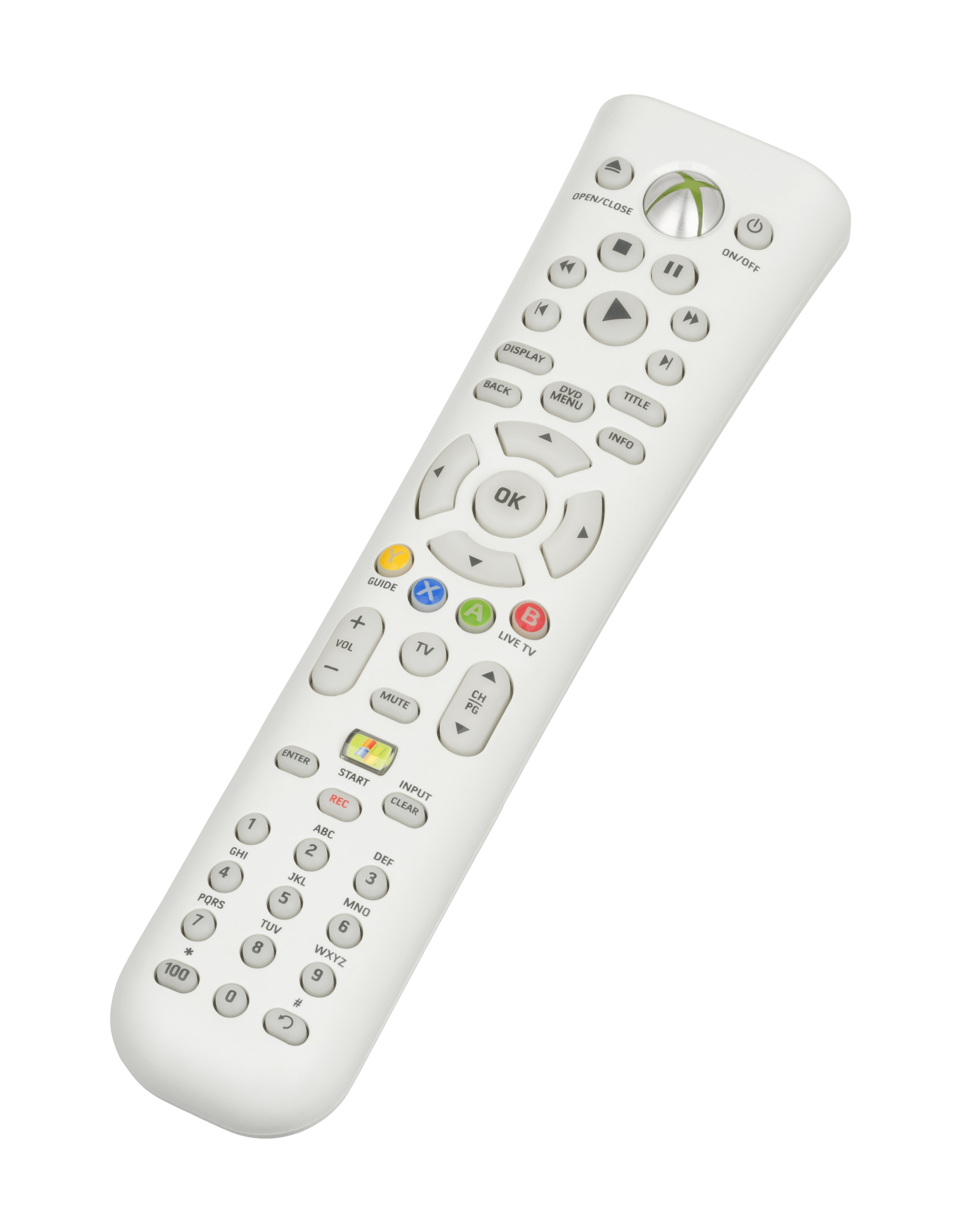
Telecomando

Telecomando multimediale universale: progettato per fare da centro di controllo integrato della console Xbox 360. Riproduce musica e film DVD a scansione progressiva, controlla la TV e il PC Media Center. Con il pulsante Guida Xbox centrale si accede alle raccolte di film, musica e giochi digitali. Con la retroilluminazione della tastiera si può avere pieno controllo delle funzionalità anche al buio.
Auricolari: in dotazione con la versione 'Elite', permettono la comunicazione vocale con altri giocatori in Xbox Live, tramite una connessione al controller.
Auricolari wireless: assolvono al medesimo compito delle cuffie in dotazione con la versione 'Elite', vale a dire la comunicazione vocale con altri giocatori in Xbox Live, tramite però una connessione senza fili con la console. Il pairing avviene in maniera analoga a quello del controller wireless.
Wireless Microphone: è un microfono wireless, utilizzabile con alcuni videogiochi di musica, munito di luci e sensori di movimento, funzionante in un raggio di circa dieci metri e 15 ore di autonomia.
Mouse e tastiera PC: è possibile connettere sia mouse che tastiere USB alla console, per immettere testo o navigare nella dashboard di sistema. Sono disponibili accessori di terzi, come XFPS360, che permettono di collegare periferiche come mouse, tastiere e pad DualShock2 (il pad della PlayStation 2) nonché utilizzarle, tramite emulazione software del controller standard, in qualunque gioco Xbox 360.

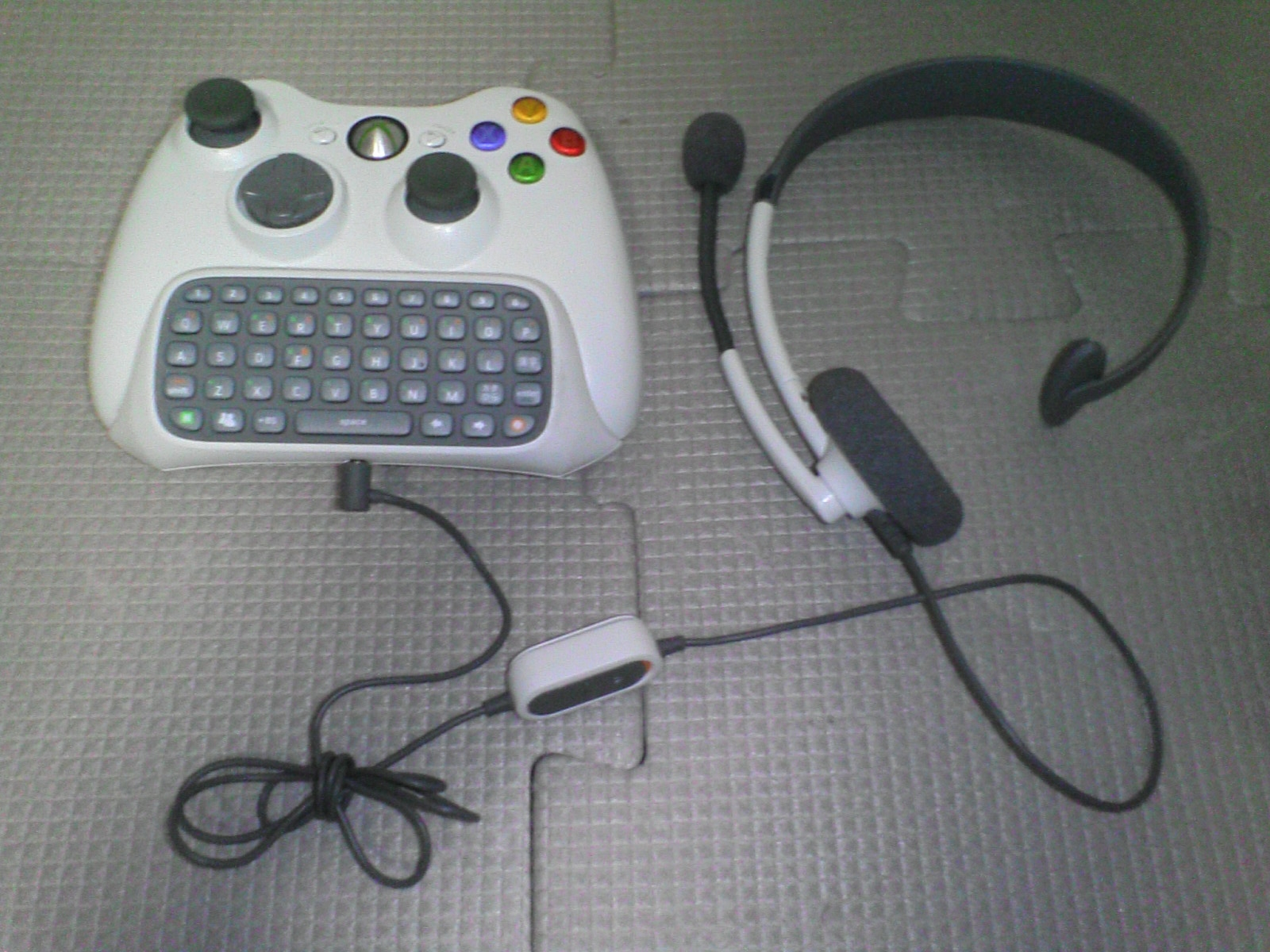
Messenger Kit

Messenger Kit: è un kit di accessori che permette di sfruttare al meglio le nuove funzionalità di messaggistica istantanea introdotte dall'aggiornamento primaverile della dashboard del 2007. Il kit è composto da una mini-tastiera di tipo QWERTY dotata di retro-illuminazione e di un tasto che permette il rapido accesso alla funzione messenger della dashboard; questo accessorio va applicato nella parte inferiore del Joypad. La tastiera è caratterizzata da una particolare leggerezza e versatilità, tanto da non rovinare l'ergonomia del gamepad e da non appesantirlo eccessivamente; inoltre è presente nella stessa confezione un nuovo auricolare, necessario in quanto la tastiera sarà collegata al gamepad tramite il connettore utilizzato dall'auricolare classico. Questo sarà quindi dotato di una nuova presa, costituita da un solo jack, e collegabile attraverso l'apposito connettore presente sulla parte inferiore della tastiera.

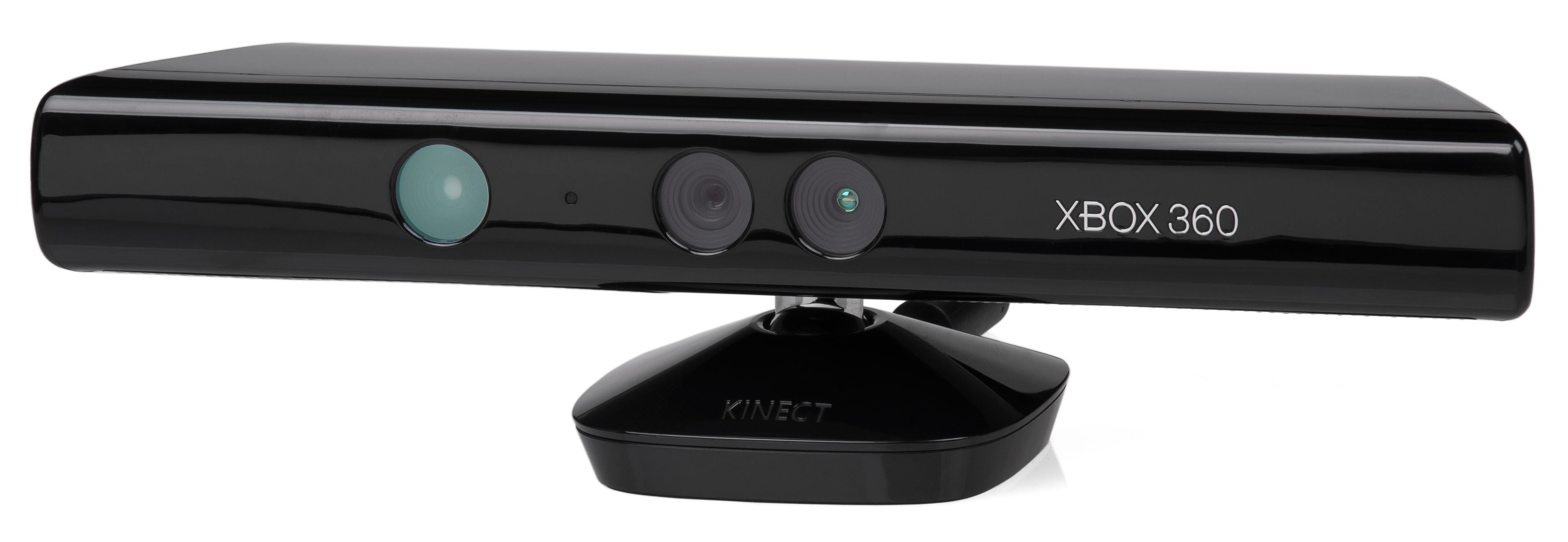
Sensore Kinect per Xbox 360

Kinect: inizialmente conosciuto con il nome Project Natal, è un accessorio per Xbox 360 sensibile al movimento del corpo umano; a differenza del Wiimote della Nintendo e del PlayStation Move della Sony Interactive Entertainment esso rende il giocatore controller della console senza l'uso di strumenti, come invece accade per i concorrenti. È stato annunciato per la prima volta il 1º giugno 2010 al Electronic Entertainment Expo. La periferica consente agli utenti di controllare e di interagire con la console Xbox 360 senza un controller di gioco, ma attraverso gesti, i comandi vocali, e/o oggetti presentati e immagini. Kinect è compatibile con tutti gli attuali modelli di Xbox 360 ed è stato lanciato il 4 novembre in USA, il 10 novembre in Europa e il 20 nel resto del mondo, ottenendo uno straordinario successo. Kinect è in vendita separatamente, oppure in due convenienti bundle con la console.
Guitar Hero & Rock Band Controllers: i controller di chitarra, batteria e microfono per Guitar Hero e Rock Band che simulano la vera esperienza di partecipare a un concerto rock. Con connessione via USB simulano perfettamente i normali controller Xbox 360 utilizzando un nuovo body e rimuovendo le levette analogiche e i grilletti, rendendo l'esperienza di gioco più piacevole.
Wireless Networking Adapter (A/B/G) e Wireless N Networking Adapter (A/B/G/N DUAL BAND, DUAL CHANNEL): sono due dispositivi per il collegamento wireless alla rete informatica, dove si differenziano per il numero di antenne e di caratteristiche tecniche. Questi dispositivi facilitano molto la connessione ad internet.
Cavo component, questo cavo è presente in tutte le confezioni per console Xbox 360 ed è caratterizzato da terminali a connettori RCA, più un'uscita video ad alta definizione component (Y,Pr,Pb), tale cavo deve essere impostato tramite un interruttore, per TV o HDTV.
Cavo S-Video, la Microsoft ha prodotto alcuni cavi S-Video, il quale permette sia la connessione RCA che S-Video.
Cavo SCART, la Microsoft ha prodotto alcuni cavi SCART, il quale permette solo la connessione a dispositivi con prese SCART.
Cavo VGA, la Microsoft ha prodotto alcuni cavi VGA, in modo da poter utilizzare i monitor dei PC. Questi cavi attualmente non sono più in produzione da parte della Microsoft, ma esistono altri produttori che offrono tale prodotto.
Cavo HDMI, la Microsoft vende cavi HDMI e ne ha fornito uno di serie con le console élite fino ad agosto del 2009.
Arcade Gamestick, controller prodotto con licenza dalla MadCatz nel 2007 e pensato appositamente per giocare ai classici arcade della Xbox Live Arcade, dotato di una tradizionale leva da joystick oltre ai normali controlli del gamepad base.

## Dashboard
La Dashboard dell'Xbox 360 è stata aggiornata più volte durante il periodo di produzione della console, sia per migliorare la compatibilità che per implementare nuove funzioni, cambiando anche l'interfaccia dei menù. L'ultimo aggiornamento per la Dashboard è stato pubblicato il 12 novembre 2019.
A partire dal 29 luglio 2024, le funzioni online della dashboard non sono più disponibili.
Questa console si basa su un kernel di Windows XP.

## HD DVD Player

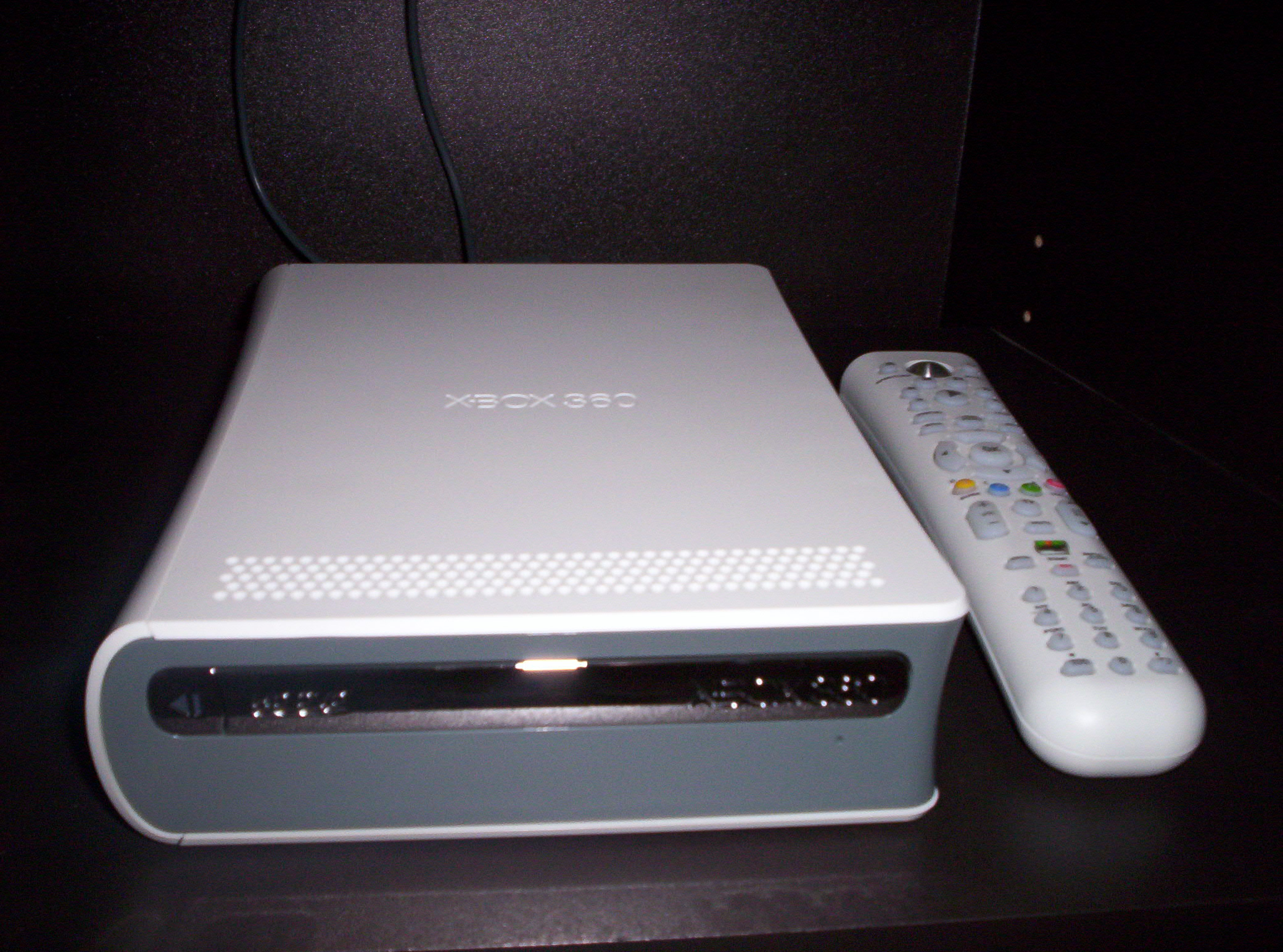
Lettore HD-DVD con relativo telecomando

Lettore aggiuntivo che permette l'utilizzo di supporti HD DVD. Il lettore non permette l'esecuzione dei videogiochi ma esclusivamente la visione dei film in alta definizione. Tramite HD DVD sono distribuiti film in alta definizione (risoluzione sei volte superiore a quella di un film in DVD). Il supporto HD DVD consente di memorizzare fino a 45 GB di dati (supporto con 3 strati), il contenuto di più di 6 DVD-ROM a doppio strato. Il lettore HD DVD è l'accessorio di maggior successo della console. Microsoft a fine giugno 2007 dichiara di averne venduti 155.000. Il 19 febbraio 2008 Toshiba annunciò che entro marzo di quell'anno avrebbe ritirato il supporto HD DVD dal mercato. Conseguentemente all'annuncio, Microsoft fece sapere di avere sospeso la produzione del lettore HD-DVD esterno per Xbox 360. Dopo aver confermato l'intenzione di bloccare la produzione dei lettori HD-DVD per Xbox 360, Microsoft ha ulteriormente ridotto il prezzo dell'accessorio per la propria console tentando di smaltire più unità possibili prima di provvedere al ritiro definitivo.
Microsoft ha garantito che manterrà il servizio di assistenza e il servizio di garanzia su questi prodotti.

## Servizi e software

### IPTV
La IPTV (Internet Protocol Television) è un servizio che Microsoft ha portato su Xbox 360.
Questa tecnologia consente agli utenti di utilizzare la console per guardare e registrare programmi televisivi distribuiti dai provider di banda larga, chattando con un amico attraverso l'headset, e interrompendo la visione per accettare un invito a giocare on-line.
Il servizio doveva essere attivato in tutta Europa per il Natale del 2007 ma a novembre 2007 Microsoft ne ha posticipato l'attivazione prima al 2008 e infine a Natale 2009.
Ultimamente Microsoft ha ripreso a parlare di questo servizio, e l'ha pubblicato alla fine del 2011. Infatti è stato pubblicato a Natale Mediaset Premium per l'Italia.

### Microsoft XNA
XNA Game Studio Express era un software  che permetteva di sviluppare dei videogiochi per Windows XP, Windows Vista e Xbox 360. Il framework gratuito si poggia sulle tecnologie Direct3D9, XACT, XInput, e XContent, ed includeva funzioni per la gestione della grafica, dell'audio e dell'input.
I giochi sviluppati su Windows potevano essere trasferiti sulla console attraverso la sottoscrizione di un abbonamento XNA Creators Club ad un costo annuale di 90 €.

### Xbox Live Anywhere
Servizio online, lanciato da Bill Gates, che ha le potenzialità di Xbox LIVE e ha permesso di giocare agli utenti della console con utenti del PC. Ha dato anche la possibilità di iniziare un gioco su Xbox 360 e finirlo sul computer. Tutto avviene attraverso internet, che farà da network videoludico per scaricare nuovi giochi e chattare.
I primi due giochi del genere che supportano questo sistema sono Shadowrun e UNO.

### Xbox Community Developer Program
In breve XCDP; si tratta un'iniziativa pensata per sviluppatori software - ideata e gestita da Microsoft - che mette a disposizione alcuni servizi Web agli interessati. In seguito all'annuncio ed allo sviluppo di XCDP, poco dopo l'uscita della console, numerosi fansite non ufficiali sono nati o hanno espanso i propri servizi per la Community Xbox su Internet. I servizi Web di Microsoft forniscono informazioni aggiornate relative ad Xbox Live ed ai suoi utenti; informazioni non meglio specificate pubblicamente, in quanto il programma è privato e sostanzialmente a numero chiuso.

## Problemi hardware

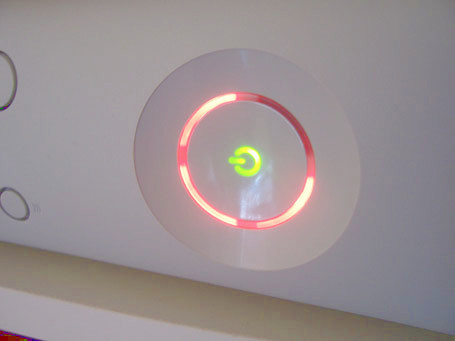
Il Red Ring of Death (o RRoD), problema tecnico più noto che ha afflitto maggiormente la Xbox 360 sui suoi primi modelli al lancio.

Sistema di errore a codice luminoso

La Xbox 360 è talvolta soggetta a problemi tecnici e guasti di varia natura che la possono rendere inservibile. È possibile identificare un buon numero di essi tramite delle luci rosse lampeggianti poste nella parte frontale della console; la combinazione più conosciuta di questa serie è quella a tre luci rosse lampeggianti, conosciuta come Red Ring of Death (RROD o Cerchio Rosso della Morte). Il problema era per lo più legato alla CPU, che non sopportava sbalzi di temperatura; ciò causava delle fratture ai pin della CPU. Microsoft, pur ammettendo l'esistenza di problemi, ha sempre affermato che i difetti hardware hanno riguardato un numero molto ridotto di esemplari e solo nelle prime versioni della console. Non sono disponibili ulteriori dettagli sul fenomeno, dal momento che Microsoft, per politica aziendale, ha deciso di non divulgare troppe informazioni. Nel luglio 2007, comunque, Microsoft ha dichiarato di aver accantonato un miliardo di dollari per far fronte ai costi sostenuti per riparare un numero, definito come "troppo grande", di console difettose. Per arginare il problema delle console difettose, l'azienda ha deciso di estendere la garanzia a 3 anni. Questo punto, comunque, non ha fatto diminuire le varie lamentele provenienti dalle associazioni dei consumatori, tanto che, dall'agosto 2008, è stata immessa in commercio la revisione Jasper della console (oppure Xbox 360 Jasper), dotata di CPU e GPU a 65 nm, che ha portato costi di produzione e consumi energetici minori, con conseguente ulteriore calo di console non funzionanti.

## Mega Meshes
Arrivati al sesto anno di produzione della console, Microsoft sviluppò una nuova tecnologia chiamata "Mega Meshes" che aggiunse l'effetto della tassellazione e aumentò notevolmente il numero di poligoni, migliorando così il livello di dettaglio.
Questa tecnologia è stata pensata da Ben Sugden (Lead programmer di Lionhead Studios) che, nell'ambito della GDC 2011, pubblicò una tech video demo dal titolo: "Modellazione, rendering e illuminazione di un mondo fatto di 100 miliardi di poligoni" (200 volte il limite attuale); nonostante la demo non risultasse fluida, avendo diversi cali di frame rate, Ben Sugden dichiarò che ad ottimizzazione completata sarebbero stati garantiti i 30 fps.